# Dragostea din tei
Dragostea din tei (rumänisch, wörtlich übersetzt „Liebe aus dem Lindenbaum“) ist ein Lied der moldauischen Pop-Gruppe O-Zone und deren erfolgreichste Single. Komponist und Texter des Songs ist der Bandleader Dan Bălan. Ursprünglich wurde die Single im August 2003 nur in Rumänien veröffentlicht, im Frühjahr 2004 aber auch in anderen Ländern Europas.
In Deutschland belegte der Song für 14 Wochen Platz 1 und war damit die erfolgreichste Single der Jahrescharts 2004 sowie der drittgrößte Hit der 2000er-Jahre. Im Vereinigten Königreich erreichte er Platz 3 und in den US-Pop-100 Platz 72. In Frankreich war das Lied für 15 Wochen auf Platz 1. Der Titel eroberte zudem die Spitze der österreichischen, Schweizer, norwegischen (9 Wochen), dänischen (eine Woche) und belgisch-wallonischen Charts (11 Wochen). Ein Einstieg in die Charts gelang auch in Neuseeland, das Lied wurde selbst in Südkorea gespielt, wo im April 2006 der Einstieg in die Airplay-Charts gelang. Die Band selbst erklärte ihren Erfolg mit der Einfachheit des Songs und damit, dass bis zum Zeitpunkt der Veröffentlichung kaum Lieder dieser Art auf dem Markt waren.
Der Song wurde ab Dezember 2004 in den USA durch ein Flash-Video auf der Plattform Newgrounds bekannt, in dem Gary Brolsma zu dem Lied, das er Numa Numa Dance nannte, synchron die Lippen bewegte und tanzte. Es wurde in den ersten drei Monaten nach Veröffentlichung über 160 Millionen Mal aufgerufen und gilt als das erste virale Video der Welt.
Die populäre und in anderen Teilen Europas ungefähr gleichzeitig erschienene Coverversion Dragostea Din Tei von Haiducii erreichte ebenfalls die Spitze der Single-Charts, auch in Italien und Schweden.

## Hintergrund
Die Metapher des Lindenbaumes (tei) ist in der rumänischen Sprache von großer literarischer Bedeutung. Schon einer der wichtigsten rumänischen Dichter, Mihai Eminescu, schrieb zahlreiche Gedichte mit Reverenzen an die Linde. Dessen Bedeutung spiegelt sich auch auf der 500-Lei-Banknote wider, wo Eminescu mit einem Lindenblatt abgebildet ist. Des Weiteren ist „die Liebe aus den Linden“ bzw. „in den Linden“ tief in der rumänischen Folklore verankert und wird als eine wahre, starke und pure Liebe angesehen.

## Text
Die bekanntesten Zeilen aus dem in rumänischer Sprache verfassten Liedtext sind die wiederholten Worte „nu mă, nu mă iei,“ aus dem Refrain, von denen sich auch der Name „Numa Numa Song“ ableitet. Wörtlich bedeutet „nu mă“ „mich nicht“, während „nu mă iei“ in diesem Zusammenhang bedeutet: „Du nimmst mich nicht mit.“ So ist der wiederholte Refrain „Du nimmst mich nicht, du nimmst mich nicht mit“. Der vollständige Refrain des Liedes lautet:
Vrei să pleci dar nu mă, nu mă iei,

nu mă, nu mă iei, nu mă, nu mă, nu mă iei.

Chipul tău și dragostea din tei

mi-amintesc de ochii tăi.
In deutscher Übersetzung:
Du willst gehen, aber du nimmst mich, nimmst mich nicht mit,

Nimmst mich, nimmst mich nicht, nimmst mich, nimmst mich, nimmst mich nicht mit.

Dein Gesicht und die Liebe im Lindenbaum

erinnern mich an deine Augen.

## Kommerzieller Erfolg

### Chartplatzierungen
| ChartsChartplatzierungen     | Höchstplatzierung | Wochen |
| ---------------------------- | ----------------- | ------ |
| Deutschland (GfK)            | 1 (31 Wo.)        | 31     |
| Österreich (Ö3)              | 1 (41 Wo.)        | 41     |
| Schweiz (IFPI)               | 1 (39 Wo.)        | 39     |
| Rumänien (UFPR)              | 1 (23 Wo.)        | 23     |
| Vereinigtes Königreich (OCC) | 3 (17 Wo.)        | 17     |

| ChartsJahrescharts (2004) | Platzierung |
| ------------------------- | ----------- |
| Deutschland (GfK)         | 1           |
| Österreich (Ö3)           | 1           |
| Schweiz (IFPI)            | 1           |

| ChartsJahrescharts (2000–2009) | Platzierung |
| ------------------------------ | ----------- |
| Österreich (Ö3)                | 14          |

### Auszeichnungen für Musikverkäufe
| Land/Region                  | Auszeichnungen für Musikverkäufe (Land/Region, Auszeichnung, Verkäufe)   | Verkäufe  |
| ---------------------------- | ------------------------------------------------------------------------ | --------- |
| Belgien (BRMA)               | 2× Platin                                                                | 100.000   |
| Dänemark (IFPI)              | Gold (Physisch) · + Platin (Digital)                                     | 49.000    |
| Deutschland (BVMI)           | 2× Platin                                                                | 600.000   |
| Frankreich (SNEP)            | Diamant                                                                  | 750.000   |
| Italien (FIMI)               | Gold                                                                     | 50.000    |
| Japan (RIAJ)                 | Gold (Downloads) · + Platin (Mobile Downloads) · + 3× Diamant (Ringtone) | 1.100.000 |
| Niederlande (NVPI)           | Platin                                                                   | 60.000    |
| Österreich (IFPI)            | Platin                                                                   | 30.000    |
| Schweden (IFPI)              | Gold                                                                     | 10.000    |
| Schweiz (IFPI)               | Platin                                                                   | 40.000    |
| Spanien (Promusicae)         | Gold                                                                     | 30.000    |
| Vereinigte Staaten (RIAA)    | Gold                                                                     | 500.000   |
| Vereinigtes Königreich (BPI) | Silber                                                                   | 200.000   |
| Insgesamt                    | 1× Silber · 7× Gold · 11× Platin · 1× Diamant ·                          | 3.519.000 |

## Coverversionen

### Haiducii-Version
Neben der Originalfassung von O-Zone gibt es auch eine in Italien von Gabry Ponte produzierte Fassung der rumänischen Sängerin Haiducii, die ebenfalls international erfolgreich war; in Italien und einigen anderen Ländern mehr als die Originalversion von O-Zone.

#### Chartplatzierungen
| ChartsChartplatzierungen | Höchstplatzierung | Wochen |
| ------------------------ | ----------------- | ------ |
| Deutschland (GfK)        | 2 (27 Wo.)        | 27     |
| Italien (FIMI)           | 1 (23 Wo.)        | 23     |
| Österreich (Ö3)          | 1 (29 Wo.)        | 29     |
| Schweiz (IFPI)           | 2 (29 Wo.)        | 29     |

| ChartsJahrescharts (2004) | Platzierung |
| ------------------------- | ----------- |
| Deutschland (GfK)         | 9           |
| Österreich (Ö3)           | 3           |
| Schweiz (IFPI)            | 9           |

#### Auszeichnungen für Musikverkäufe
| Land/Region       | Auszeichnungen für Musikverkäufe (Land/Region, Auszeichnung, Verkäufe) | Verkäufe |
| ----------------- | ---------------------------------------------------------------------- | -------- |
| Belgien (BRMA)    | Gold                                                                   | 25.000   |
| Frankreich (SNEP) | Silber                                                                 | 125.000  |
| Österreich (IFPI) | Platin                                                                 | 30.000   |
| Schweden (IFPI)   | Gold                                                                   | 10.000   |
| Schweiz (IFPI)    | Gold                                                                   | 20.000   |
| Insgesamt         | 1× Silber · 3× Gold · 1× Platin ·                                      | 210.000  |

### Weitere Coverversionen
- Die österreichische Musikerin Antonia veröffentlichte 2004 eine deutschsprachige Version mit dem Titel Wenn der Hafer sticht, die es in Österreich bis auf Platz 7 schaffte.[41]
- Lisa Aberer sang eine deutschsprachige Version mit dem Titel Unsichtbar beim Kiddy Contest 2004.[42]
- Ein Eurobeat-Remix erschien 2005 in Japan auf der Super Eurobeat Vol. 154.[43]
- 2008 veröffentlichte Dan Bălan unter dem Pseudonym „Crazy Loop“ eine neue Version des Liedes mit dem Namen Numa Numa 2. Es ist auf der Single-CD Crazy Loop erhältlich.[44] Der Text basiert auf dem Lied Sugar Tunes, welches Bălan 2006 veröffentlichte.
- 2011 veröffentlichte die Band Jamatami ihre Single Ma-Ya-Hi, eine Coverversion der englischen Version des Liedes.
- Ebenfalls von 2012 stammt eine tschechische Version, Ruma rej von Dagmar Patrasová.[45]
- Die deutsche Mittelalter-Rock-Band Feuerschwanz coverte das Lied ebenfalls auf der zweiten CD ihres Albums Memento Mori, das am 30. Dezember 2021 erschien.[46] Im Januar 2022 veröffentlichte die Band auch ein Musikvideo zu dieser Coverversion.[47]
- 2025 veröffentlichte Dikka eine deutschsprachige Version des Liedes unter dem Titel Na ja hier.[48]

## Samplenutzung
- 2008 verwendeten Rihanna und T.I. ein Sample der Hauptmelodie in ihrem Lied Live Your Life.[49]
- Im Juli 2012 erschien der Song My Life Is a Party von den Italobrothers als Single. Hier basiert die Melodie auf Dragostea din tei.
- Am 22. Oktober 2012 veröffentlichte die japanische Sängerin Gille ihre EP Girls / Winter Love. Das Lied Girls verwendet ein Sample von Dragostea din tei.[50]
- Im Januar 2021 veröffentlichte die deutsche Popsängerin Leony das Lied Faded Love, das sich im Refrain der bekannten Melodie von Dragostea din tei bedient.[51]
- Der Refrain des Liedes Let's Go MIA der Sängerin Evangelia, welches im Jahr 2023 veröffentlicht wurde, verwendet die Melodie des Refrains von Dragostea din tei.[52]
- Im April 2024 veröffentlichte der DJ David Guetta zusammen mit OneRepublic die Single I Don't Wanna Wait, welches sich der Melodie des Liedes bedient.

## Verwendung
- Der Song wurde von NDR Extra 3 in einem Song über Rainer Brüderle persifliert.[53]
- Die Comedysendung Switch reloaded verwendete das Lied in einem Sketch, in dem Max Giermann als Osama bin Laden den Numa Numa Dance aufführt.[54]
- 2023 persiflierten die Berliner Verkehrsbetriebe (BVG) den Song in einem Musikvideo für eine Personalanwerbekampagne.[55]